# Rafael Pedroza
Rafael Pedroza est un ancien arbitre panaméen de football des années 1990. 
Il a arbitré un match des éliminatoires de la coupe du monde 2002 (Belize-Guatemala).

## Carrière
Il a officié dans une compétition majeure : 
- Coupe UNCAF des nations 1995 (finale)